# Wiesław Kiwior
Wiesław Kazimierz Kiwior (ur. 1957) – polski duchowny katolicki, karmelita bosy, profesor nauk prawnych, kanonista, prodziekan Wydziału Prawa Kanonicznego Uniwersytetu Kardynała Stefana Wyszyńskiego w Warszawie.

## Życiorys
W 1988 uzyskał stopień doktora nauk prawnych na podstawie rozprawy pt. I requisiti soggettivi per l'ammissione al noviziato nell'attuale legislazione canonica. W 2001 na Wydziale Prawa Kanonicznego UKSW otrzymał stopień doktora habilitowanego nauk prawnych w zakresie prawa kanonicznego na podstawie dorobku oraz rozprawy pt. Przedmiot "restitutio in integrum" w Kodeksie Prawa Kanonicznego z 1983 roku oraz w orzecznictwie Trybunałów Apostolskich w latach 1984-1995. W 2015 Prezydent RP nadał mu tytuł naukowy profesora.
Jest profesorem nadzwyczajnym i kierownikiem Katedry Kanonicznego Prawa Procesowego na Wydziale Prawa Kanonicznego UKSW i prodziekanem tego Wydziału.

## Wybrane publikacje
- Czynności poprzedzające otwarcie dochodzenia w sprawie wyznawcy, Warszawa: Wydawnictwo Uniwersytetu Kardynała Stefana Wyszyńskiego, 2013.
- Ewangeliczna rada posłuszeństwa w życiu konsekrowanym zakonnym a wolność osoby. Materiały z ogólnopolskiej konferencji naukowej, Warszawa: Wydawnictwo Uniwersytetu Kardynała Stefana Wyszyńskiego, 2010.
- Praktyczne aspekty funkcjonowania trybunałów kościelnych, Warszawa-Gniezno: Prymasowskie Wydawnictwo Gaudentinum, 2014.
- Przedmiot restitutio in integrum w kodeksie prawa kanonicznego z 1983 roku oraz w orzecznictwie trybunałów, Warszawa: Wydawnictwo Uniwersytetu Kardynała Stefana Wyszyńskiego ; "Adam", 2001.
- Rozwiązanie małżeństwa w prawie kanonicznym. Materiały z międzynarodowej konferencji naukowej, Warszawa-Gniezno: Prymasowskie Wydawnictwo Gaudentinum, 2013.
- W poszukiwaniu sensu życia. Sługa Boży Franciszek Jerzy Powiertowski (1917-1944), Kraków: Wydawnictwo Karmelitów Bosych, 2012[3].